# ATP World Tour Finals 2013

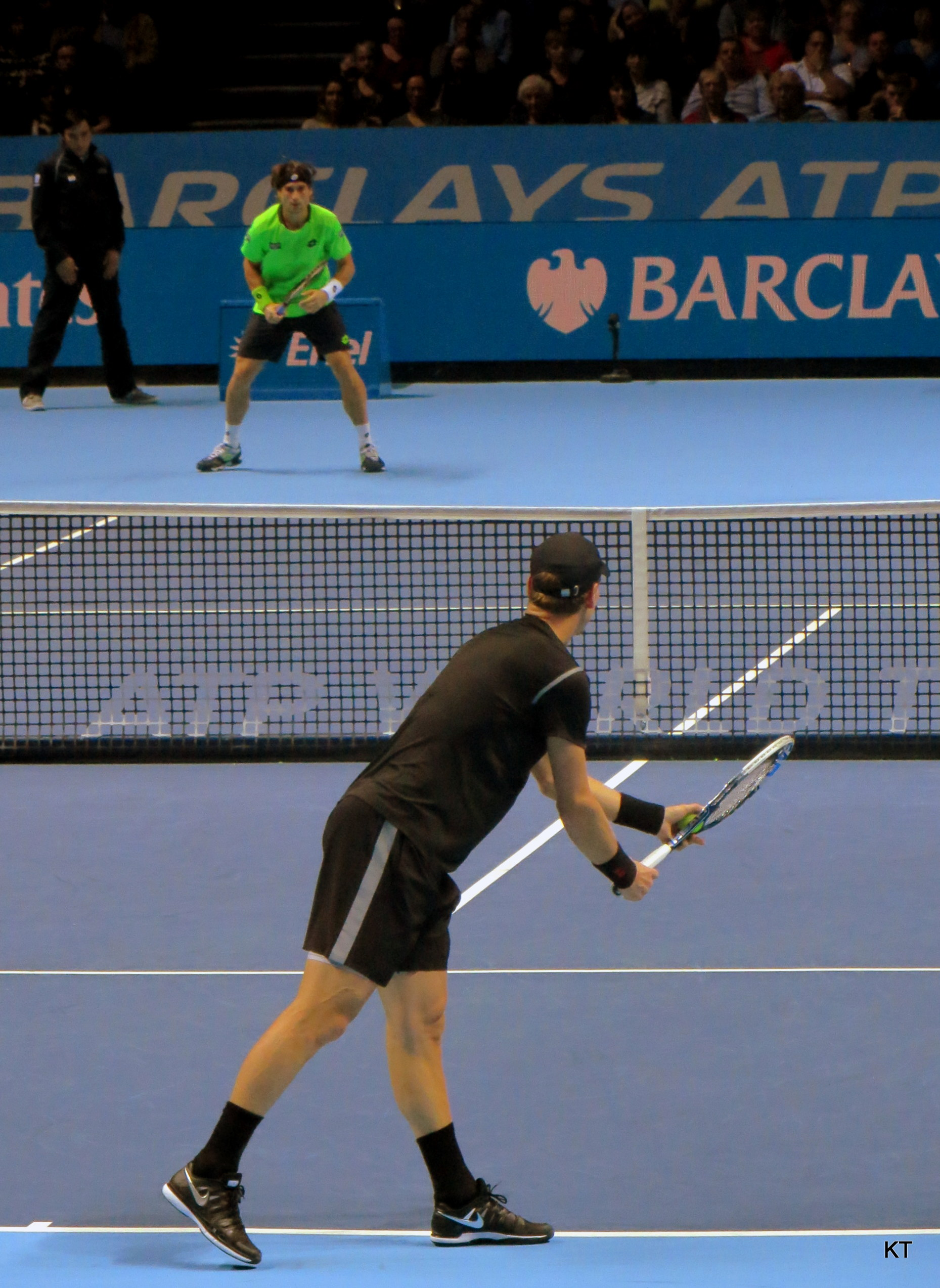
Tomáš Berdych podává v utkání proti Davidu Ferrerovi

ATP World Tour Finals 2013, známý také jako Turnaj mistrů 2013 či se jménem sponzora Barclays ATP World Tour Finals 2013, představoval závěrečný tenisový turnaj mužské profesionální sezóny 2013 pro osm nejvýše postavených mužů ve dvouhře a osm nejlepších párů ve čtyřhře na žebříčku ATP (Emirates ATP Rankings) v pondělním vydání po skončení posledního turnaje okruhu ATP World Tour před Turnajem mistrů, pokud se podle pravidel účastníci nekvalifikovali jiným způsobem.
Odehrával se ve dnech 4. až 11. listopadu 2013, popáté v britském hlavním městě Londýnu. Dějištěm konání se stala multifunkční O2 Arena, v níž byly instalovány dvorce s tvrdým povrchem. Celkové odměny činily 6 000 000 amerických dolarů. Hlavním sponzorem se stala společnost Barclays.
Obhájcem titulu ve dvouhře byl druhý hráč světa Novak Djoković ze Srbska, který soutěž opět vyhrál a připsal si třetí turnajový triumf. Ve čtyřhře trofej obhajoval španělský pár Marcel Granollers a Marc López, který skončil v základní skupině. Deblovou soutěž poprvé v kariéře vyhrála další španělská dvojice David Marrero a Fernando Verdasco.

## Turnaj

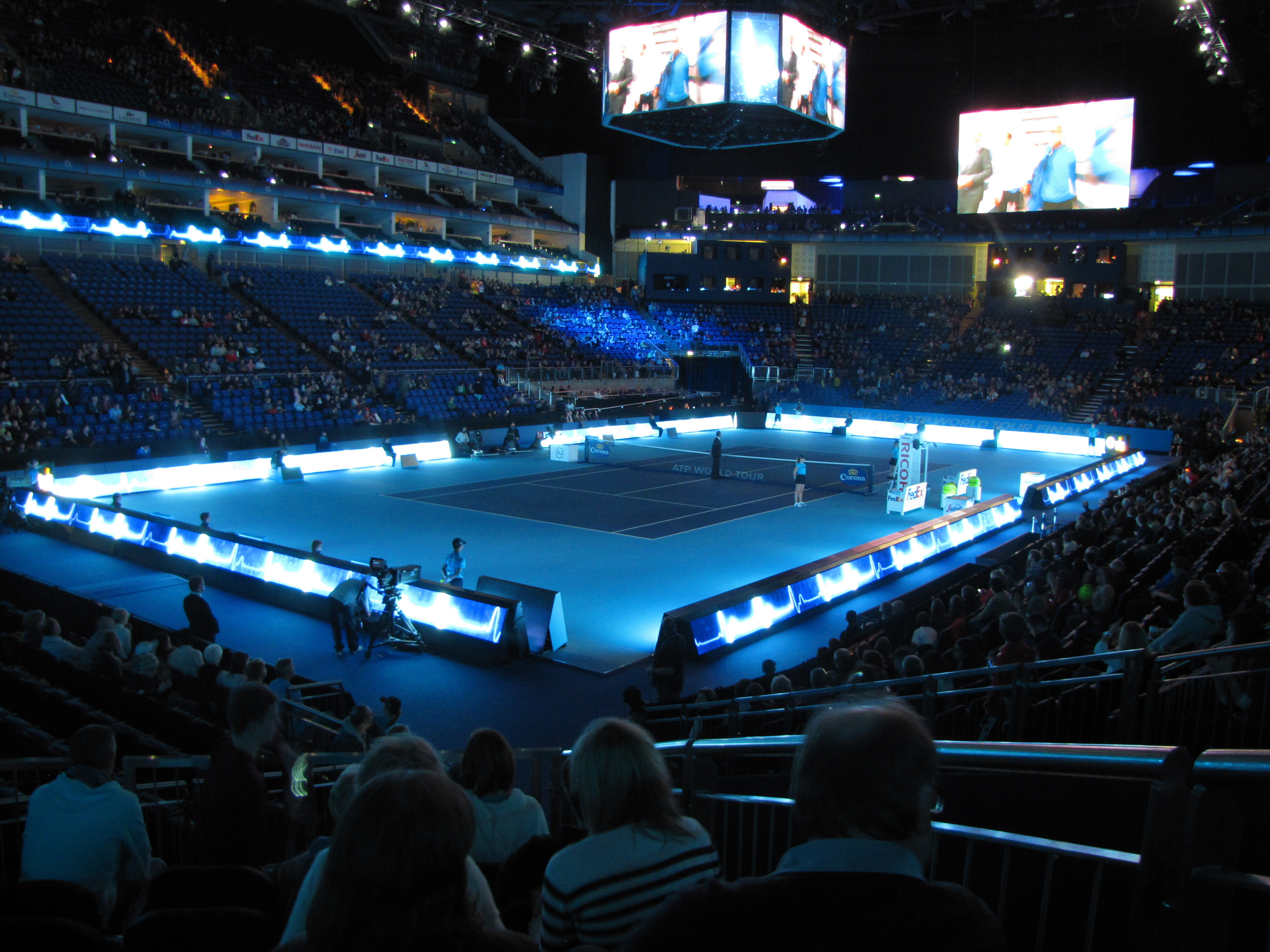
Tenisový dvorec v O_{2} aréně

Londýnská O2 Arena hostila mezi 4. až 11. listopadem 2013 čtyřicátý čtvrtý ročník turnaje mistrů ve dvouhře a třicátý devátý ve čtyřhře. Událost organizovala Asociace tenisových profesionálů (ATP) jako součást okruhu ATP World Tour 2013. Jednalo se o závěrečný turnaj sezóny v kategorii World Tour Finals.

### Formát
Soutěže dvouhry se účastnilo osm tenistů, z nichž každý odehrál tři vzájemné zápasy v jedné ze dvou čtyřčlenných základních skupin A a B. První dva tenisté z každé skupiny postoupili do semifinále, které bylo hráno vyřazovacím systémem pavouka. První ze skupiny A se utkal s druhým ze skupiny B a naopak. Vítězové semifinále pak nastoupili k finálovému duelu.
Soutěž čtyřhry kopírovala formát dvouhry.
Všechny zápasy dvouhry byly hrány na dva vítězné sety. Ve všech se uplatnil tiebreak, a to včetně finále. Všechna utkání čtyřhry se konala na dva vítězné sety. Pokud byl vyrovnaný stav 1:1 na sety, o vítězi rozhodl supertiebreak. Jednotlivé gamy čtyřhry neobsahovaly výhodu, ale po shodě následoval vždy přímý vítězný míč gamu.

## Bodové hodnocení a finanční odměny
| Fáze           | dvouhra          | čtyřhra1       | body     |
| -------------- | ---------------- | -------------- | -------- |
| Vítězové       | ZS + $1 355 0004 | ZS + $210 5005 | ZS + 900 |
| Finalisté      | ZS + $445 000    | ZS + $70 500   | ZS + 400 |
| Vítěz zápasu   | $142 000         | $27 000        | 200      |
| Účast v zápasu | $142 0002        | $71 0003       |          |
| Náhradníci     | $80 000          | $27 000        |          |

- částky jsou uváděny v amerických dolarech ($)
- celkový rozpočet činil $6 000 000
- ZS (základní skupina) – vyhrané finanční odměny či body obdržené v základní skupině
- 1 – částky uváděny na celý pár
- 2 – výše odměny v tabulce uvádí částku, pokud hráč odehrál všechna 3 utkání; výše základu podle odehraných utkání: $80 000 = 1 utkání, $100 000 = 2 utkání, $142 000 = 3 utkání
- 3 – výše odměny v tabulce uvádí částku, pokud pár odehrál všechna 3 utkání; výše základu podle odehraných utkání: $27 000 = 1 utkání, $50000 = 2, $71 000 = 3 utkání
- 4 – neporažený vítěz dvouhry obdržel částku $1 923 000
- 5 – neporažený vítězný pár by obdržel částku $362 500.[5]

## Mužská dvouhra

### Nasazení hráčů

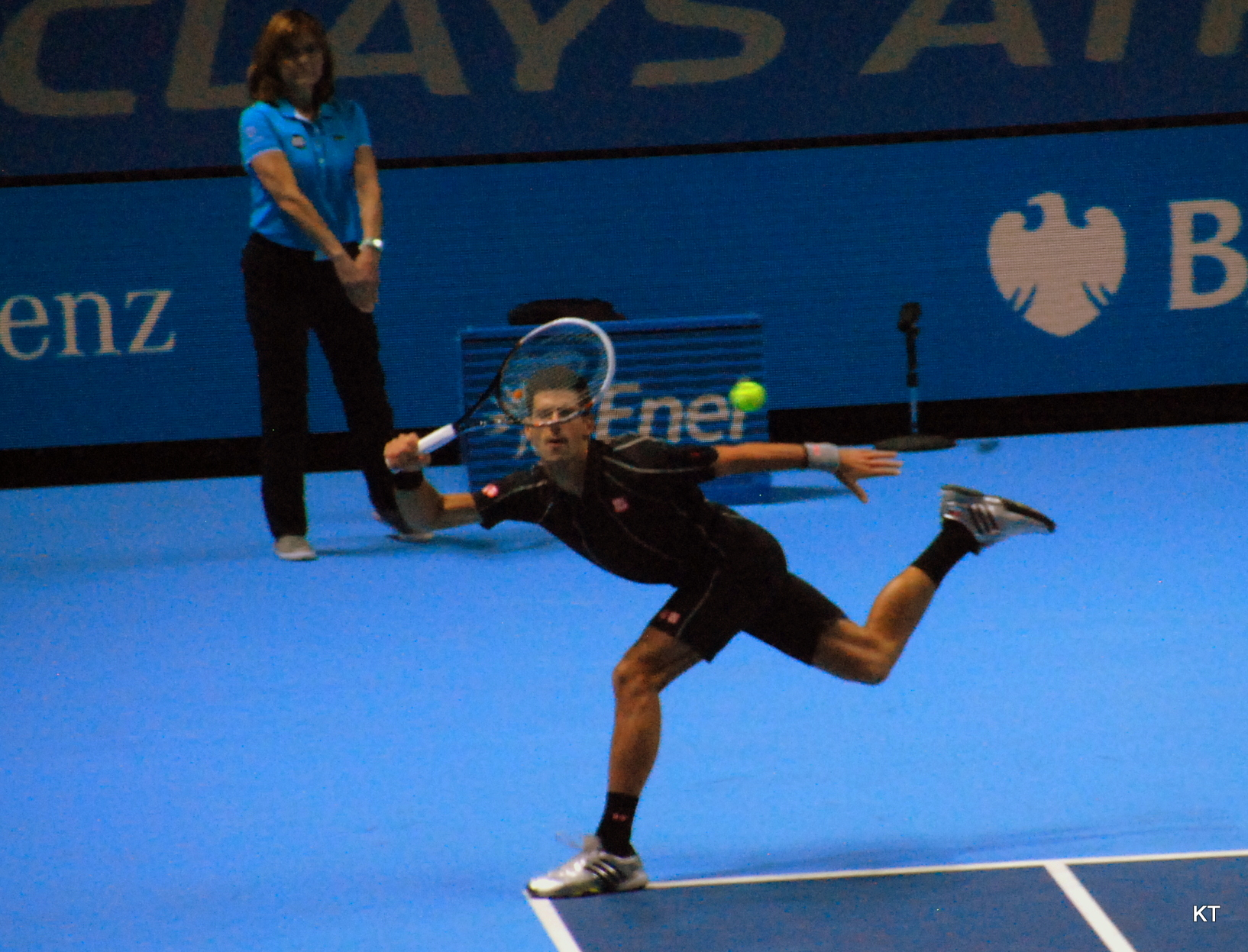
Třetí titul si připsal Novak Djoković

| pořadí              | hráč                  | body   | turnajů | kvalifikován |
| ------------------- | --------------------- | ------ | ------- | ------------ |
| 1.                  | Rafael Nadal          | 11 760 | 16      | 10. června   |
| 2.                  | Novak Djoković        | 9 700  | 15      | 19. srpna    |
| odhlášen            | Andy Murray           | 5 805  | 13      | 10. září     |
| 3.                  | David Ferrer          | 5 290  | 22      | 7. října     |
| 4.                  | Juan Martín del Potro | 4 965  | 16      | 12. října    |
| 5.                  | Tomáš Berdych         | 3 890  | 21      | 23. října    |
| 6.                  | Roger Federer         | 3 535  | 15      | 30. října    |
| 7.                  | Stanislas Wawrinka    | 3 330  | 24      | 31. října    |
| 8.                  | Richard Gasquet       | 3 210  | 24      | 31. října    |
| skupina A skupina B |                       |        |         |              |

### Předešlý poměr vzájemných zápasů
Tabulka uvádí poměr vzájemných zápasů hráčů před turnajem mistrů.
|    |                       | Nadal | Djoković | Ferrer | del Potro | Berdych | Federer | Wawrinka | Gasquet | Celkem | V/P 2013 |
| 1. | Rafael Nadal          |       | 22–16    | 20–5   | 8–4       | 16–3    | 21–10   | 11–0     | 12–0    | 110–38 | 71–6     |
| 2. | Novak Djoković        | 16–22 |          | 11–5   | 10–3      | 14–2    | 14–16   | 14–2     | 9–1     | 88–51  | 67–9     |
| 3. | David Ferrer          | 5–20  | 5–11     |        | 6–3       | 7–3     | 0–14    | 7–4      | 8–3     | 38–58  | 60–21    |
| 4. | Juan Martín del Potro | 4–8   | 3–10     | 3–6    |           | 4–2     | 5–14    | 3–2      | 5–1     | 27–43  | 50–14    |
| 5. | Tomáš Berdych         | 3–16  | 2–14     | 3–7    | 2–4       |         | 6–11    | 5–7      | 3–5     | 24–63  | 52–22    |
| 6. | Roger Federer         | 10–21 | 16–14    | 14–0   | 14–5      | 11–6    |         | 13–1     | 10–2    | 88–49  | 43–15    |
| 7. | Stanislas Wawrinka    | 0–11  | 2–14     | 4–7    | 1–2       | 7–5     | 1–13    |          | 1–1     | 16–53  | 49–21    |
| 8. | Richard Gasquet       | 0–12  | 1–9      | 3–8    | 1–5       | 5–3     | 2–10    | 1–1      |         | 13–48  | 50–20    |

- V/P 2013 – počet vítězných utkání (V) / prohraných utkání (P) v sezóně 2013

### Výsledky a body
Tabulka uvádí započítané sezónní výsledky a odpovídající bodový zisk kvalifikovaných hráčů a náhradníků Turnaje mistrů.
| poř.                         | tenista               | Grand Slam | Grand Slam | Grand Slam | Grand Slam | ATP World Tour Masters 1000 | ATP World Tour Masters 1000 | ATP World Tour Masters 1000 | ATP World Tour Masters 1000 | ATP World Tour Masters 1000 | ATP World Tour Masters 1000 | ATP World Tour Masters 1000 | ATP World Tour Masters 1000 | Nejlépe na dalších turnajích | Nejlépe na dalších turnajích | Nejlépe na dalších turnajích | Nejlépe na dalších turnajích | Nejlépe na dalších turnajích | Nejlépe na dalších turnajích | body   | Turnajů | Turnajů |
| ---------------------------- | --------------------- | ---------- | ---------- | ---------- | ---------- | --------------------------- | --------------------------- | --------------------------- | --------------------------- | --------------------------- | --------------------------- | --------------------------- | --------------------------- | ---------------------------- | ---------------------------- | ---------------------------- | ---------------------------- | ---------------------------- | ---------------------------- | ------ | ------- | ------- |
| poř.                         | tenista               | AO         | FO         | WIM        | USO        | IW                          | MI                          | MA                          | RO                          | CA                          | CI                          | ŠH                          | PA                          | 1.                           | 2.                           | 3.                           | 4.                           | 5.                           | 6.                           | body   | účast   | absence |
| 1.                           | Rafael Nadal          | A 0        | Titul 2000 | 128k 10    | Titul 2000 | Titul 1000                  | A 0                         | Titul 1000                  | Titul 1000                  | Titul 1000                  | Titul 1000                  | SF 360                      | SF 360                      | F 600                        | Titul 500                    | Titul 500                    | F 300                        | Titul 250                    | F 150                        | 12 030 | 16      | 2       |
| 2.                           | Novak Djoković        | Titul 2000 | SF 720     | F 1200     | F 1200     | SF 360                      | 16k 90                      | 32k 10                      | QF 180                      | SF 360                      | QF 180                      | Titul 1000                  | Titul 1000                  | Titul 1000                   | Titul 500                    | Titul 500                    | DC 310                       | A 0                          |                              | 10 610 | 15      | 1       |
| 3.                           | David Ferrer          | SF 720     | F 1200     | QF 360     | QF 360     | 64 10                       | F 600                       | QF 180                      | QF 180                      | 32k 10                      | 16k 90                      | 16k 90                      | F 600                       | F 300                        | F 300                        | Titul 250                    | Titul 250                    | F 150                        | DC 150                       | 5 800  | 22      | 0       |
| 4.                           | Andy Murray           | F 1200     | A 0        | Titul 2000 | QF 360     | QF 180                      | Titul 1000                  | QF 180                      | 32k 10                      | 16k 90                      | QF 180                      | A 0                         | A 0                         | Titul 250                    | Titul 250                    | 16k 90                       | A 0                          | A 0                          | A 0                          | 5 790  | 13      | 6       |
| 5.                           | Juan Martín del Potro | 32k 90     | A 0        | SF 720     | 64k 45     | F 600                       | R64 10                      | A 0                         | 16k 90                      | 16k 90                      | SF 360                      | F 600                       | QF 180                      | Titul 500                    | Titul 500                    | Titul 500                    | Titul 500                    | SF 180                       | 16k 90                       | 5 055  | 16      | 2       |
| 6.                           | Tomáš Berdych         | QF 360     | 128k 10    | QF 360     | 16k 180    | SF 360                      | QF 180                      | SF 360                      | SF 360                      | 16k 90                      | SF 360                      | 16k 90                      | QF 180                      | F 300                        | DC 220                       | SF 180                       | F 150                        | F 150                        | 16k 90                       | 3 980  | 21      | 0       |
| 7.                           | Roger Federer         | SF 720     | QF 360     | 64k 45     | 16k 180    | QF 180                      | A 0                         | 16k 90                      | F 600                       | A 0                         | QF 180                      | 16k 90                      | SF 360                      | F 300                        | Titul 250                    | SF 180                       | SF 180                       | QF 90                        | 16k 0                        | 3 805  | 15      | 2       |
| 8.                           | Stanislas Wawrinka    | 16k 180    | QF 360     | 128k 10    | SF 720     | 16k 90                      | A 0                         | F 600                       | 32k 45                      | 32k 10                      | 32k 45                      | QF 180                      | QF 180                      | Titul 250                    | QF 180                       | F 150                        | F 150                        | SF 90                        | SF 90                        | 3 330  | 21      | 1       |
| 9.                           | Richard Gasquet       | 16k 180    | 16k 180    | 32k 90     | SF 720     | 16k 90                      | SF 360                      | 32k 10                      | 16k 90                      | QF 180                      | 32k 10                      | 64k 10                      | QF 180                      | Titul 250                    | Titul 250                    | Titul 250                    | SF 180                       | QF 180                       | SF 90                        | 3 300  | 22      | 0       |
| 10.                          | Jo-Wilfried Tsonga    | QF 360     | SF 720     | 64k 45     | A 0        | QF 180                      | 16k 90                      | QF 180                      | 32k 10                      | A 0                         | A 0                         | SF 360                      | 32k 10                      | SF 360                       | Titul 250                    | DC 170                       | F 150                        | SF 90                        | SF 90                        | 3 065  | 17      | 3       |
| 11.                          | Milos Raonic          | 16k 180    | 32k 90     | 64k 45     | 16k 180    | 16k 90                      | 32k 45                      | 32k 45                      | 64k 10                      | F 600                       | 16k 90                      | 16k 90                      | 16k 90                      | F 300                        | DC 280                       | Titul 250                    | Titul 250                    | SF 180                       | 16k 45                       | 2 860  | 23      | 0       |
| kvalifikovaný hráč náhradník |                       |            |            |            |            |                             |                             |                             |                             |                             |                             |                             |                             |                              |                              |                              |                              |                              |                              |        |         |         |

| Legenda | Legenda                  | Legenda | Legenda             |
| ------- | ------------------------ | ------- | ------------------- |
| A       | neúčast hráče na turnaji | 64k     | 64 hráčů v kole     |
| QF      | prohra ve čtvrtfinále    | 32k     | 32 hráčů v kole     |
| SF      | prohra v semifinále      | 16k     | 16 hráčů v kole     |
| F       | prohra ve finále         | Titul   | vítězství v turnaji |

## Mužská čtyřhra

### Nasazení dvojic

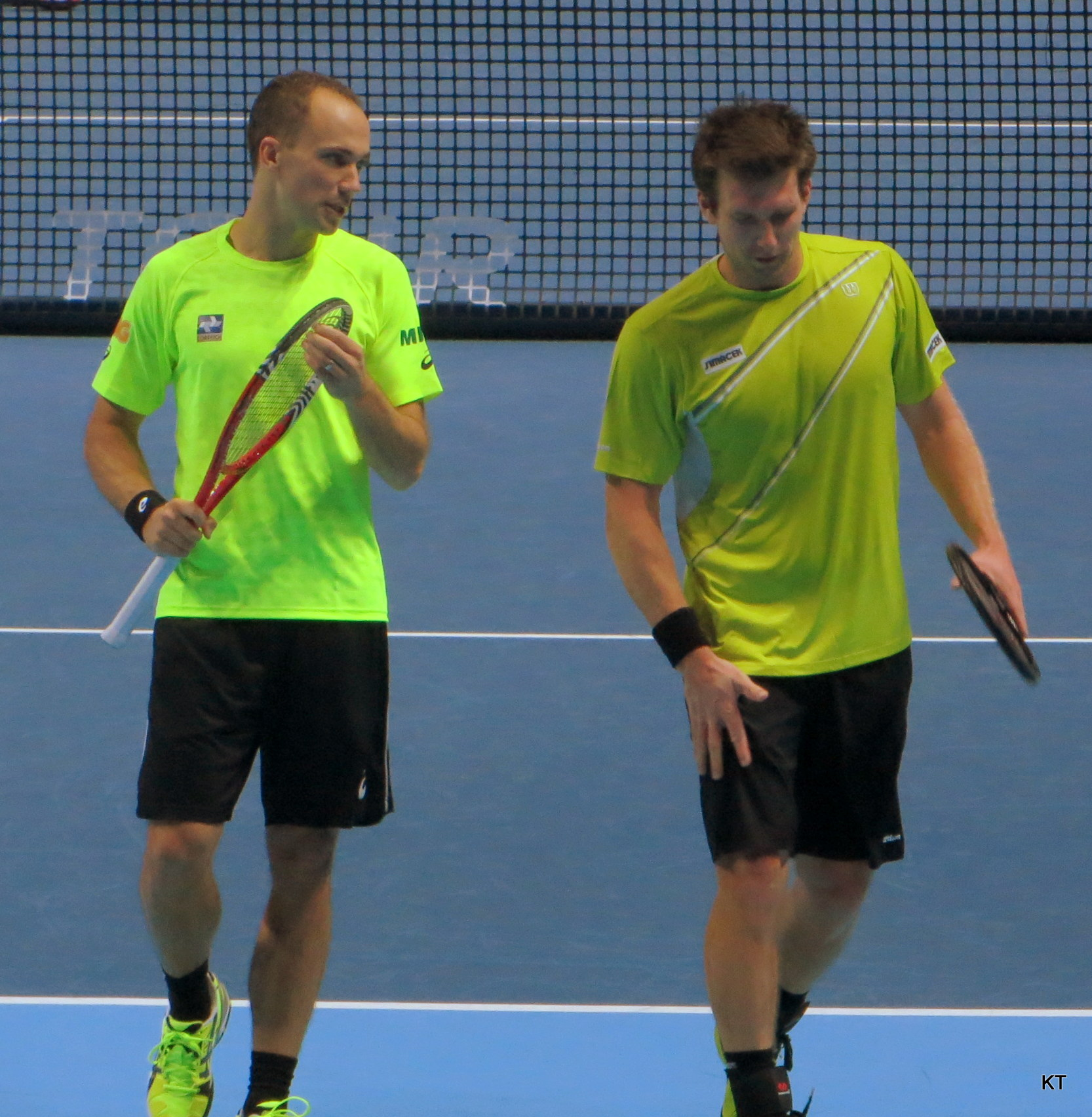
Turnajové dvojky Peya a Soares

| pořadí              | dvojice                              | body   | turnajů | kvalifikována |
| ------------------- | ------------------------------------ | ------ | ------- | ------------- |
| 1.                  | Bob Bryan Mike Bryan                 | 13 065 | 19      | 10. června    |
| 2.                  | Alexander Peya Bruno Soares          | 6 230  | 21      | 10. září      |
| 3.                  | Ivan Dodig Marcelo Melo              | 3 775  | 17      | 21. října     |
| 4.                  | Marcel Granollers Marc López         | 3 620  | 21      | 21. října     |
| 5.                  | Ajsám Kúreší Jean-Julien Rojer       | 3 305  | 27      | 31. října     |
| 6.                  | David Marrero Fernando Verdasco      | 3 280  | 20      | 31. října     |
| 7.                  | Leander Paes Radek Štěpánek          | 2 990  | 7       | 10. září      |
| 8.                  | Mariusz Fyrstenberg Marcin Matkowski | 2 955  | 15      | 2. listopadu  |
| skupina A skupina B |                                      |        |         |               |

### Předešlý poměr vzájemných zápasů
Tabulka uvádí poměr vzájemných zápasů dvojic před turnajem mistrů.
|    |                                        | Bryan | Peya Soares | Dodig Melo | Granollers López | Kúreší Rojer | Marrero Verdasco | Paes Štěpánek | Fyrstenberg Matkowski | Celkem | V/P 2013 |
| 1. | Bob Bryan / Mike Bryan                 |       | 5–1         | 3–1        | 5–1              | 7–1          | 3–0              | 4–4           | 16–7                  | 43–15  | 67–11    |
| 2. | Alexander Peya / Bruno Soares          | 1–5   |             | 3–0        | 2–1              | 0–0          | 2–2              | 1–1           | 3–1                   | 12–10  | 53–18    |
| 3. | Ivan Dodig / Marcelo Melo              | 1–3   | 0–3         |            | 0–0              | 1–0          | 1–0              | 3–1           | 0–0                   | 6–7    | 23–17    |
| 4. | Marcel Granollers / Marc López         | 1–5   | 1–2         | 0–0        |                  | 2–1          | 0–6              | 0–2           | 1–3                   | 5–19   | 30–21    |
| 5. | Ajsám Kúreší / Jean-Julien Rojer       | 1–7   | 0–0         | 0–1        | 1–2              |              | 0–1              | 0–2           | 2–2                   | 4–15   | 29–25    |
| 6. | David Marrero / Fernando Verdasco      | 0–3   | 2–2         | 0–1        | 6–0              | 1–0          |                  | 0–1           | 1–0                   | 10–7   | 33–17    |
| 7. | Leander Paes / Radek Štěpánek          | 4–4   | 1–1         | 1–3        | 2–0              | 2–0          | 1–0              |               | 0–0                   | 11–8   | 13–5     |
| 8. | Mariusz Fyrstenberg / Marcin Matkowski | 7–16  | 1–3         | 0–0        | 3–1              | 2–2          | 0–1              | 0–0           |                       | 13–23  | 28–21    |

- V/P 2013 – počet vítězných utkání (V) / prohraných utkání (P) v sezóně 2013

### Výsledky a body
Tabulka uvádí započítané sezónní výsledky a odpovídající bodový zisk kvalifikovaných párů na Turnaji mistrů.
| Poř. | dvojice                              | Nejlepší bodový zisk z turnajů | Nejlepší bodový zisk z turnajů | Nejlepší bodový zisk z turnajů | Nejlepší bodový zisk z turnajů | Nejlepší bodový zisk z turnajů | Nejlepší bodový zisk z turnajů | Nejlepší bodový zisk z turnajů | Nejlepší bodový zisk z turnajů | Nejlepší bodový zisk z turnajů | Nejlepší bodový zisk z turnajů | Nejlepší bodový zisk z turnajů | Nejlepší bodový zisk z turnajů | Nejlepší bodový zisk z turnajů | Nejlepší bodový zisk z turnajů | Nejlepší bodový zisk z turnajů | Nejlepší bodový zisk z turnajů | Nejlepší bodový zisk z turnajů | Nejlepší bodový zisk z turnajů | body   | turnaje |
| Poř. | dvojice                              | 1.                             | 2.                             | 3.                             | 4.                             | 5.                             | 6.                             | 7.                             | 8.                             | 9.                             | 10.                            | 11.                            | 12.                            | 13.                            | 14.                            | 15.                            | 16.                            | 17.                            | 18.                            | body   | turnaje |
| ---- | ------------------------------------ | ------------------------------ | ------------------------------ | ------------------------------ | ------------------------------ | ------------------------------ | ------------------------------ | ------------------------------ | ------------------------------ | ------------------------------ | ------------------------------ | ------------------------------ | ------------------------------ | ------------------------------ | ------------------------------ | ------------------------------ | ------------------------------ | ------------------------------ | ------------------------------ | ------ | ------- |
| 1.   | Bob Bryan Mike Bryan                 | Titul 2000                     | Titul 2000                     | Titul 2000                     | Titul 1000                     | Titul 1000                     | Titul 1000                     | Titul 1000                     | Titul 1000                     | SF 720                         | F 600                          | Titul 500                      | SF 360                         | F 300                          | Titul 250                      | Titul 250                      | QF 180                         | F 150                          | QF 45                          | 14 365 | 21      |
| 2.   | Alexander Peya Bruno Soares          | F 1200                         | Titul 1000                     | SF 720                         | F 600                          | F 600                          | Titul 500                      | Titul 500                      | SF 360                         | F 300                          | Titul 250                      | Titul 250                      | 16k 180                        | QF 180                         | SF 180                         | SF 180                         | F 150                          | 32k 90                         | QF 45                          | 7 240  | 23      |
| 3.   | Ivan Dodig Marcelo Melo              | F 1200                         | Titul 1000                     | SF 720                         | SF 360                         | 16k 180                        | QF 180                         | QF 180                         | 16k 90                         | QF 90                          | QF 90                          | QF 45                          | 64k 0                          | 32k 0                          | 16k 0                          | 16k 0                          | 16k 0                          | 16k 0                          | 16k 0                          | 4 045  | 18      |
| 4.   | Marcel Granollers Marc López         | SF 720                         | F 600                          | SF 360                         | QF 360                         | 16k 180                        | SF 180                         | SF 180                         | QF 180                         | QF 180                         | QF 180                         | QF 180                         | SF 90                          | QF 90                          | QF 90                          | QF 90                          | DC 50                          | 64k 0                          | 16k 0                          | 3 710  | 23      |
| 5.   | Ajsám Kúreší Jean-Julien Rojer       | Titul 1000                     | QF 360                         | Titul 250                      | QF 180                         | QF 180                         | QF 180                         | QF 180                         | 16k 180                        | 16k 180                        | 16k 180                        | F 150                          | F 150                          | SF 90                          | QF 90                          | QF 45                          | 32k 0                          | 16k 0                          | 16k 0                          | 3 305  | 27      |
| 6    | David Marrero Fernando Verdasco      | F 600                          | SF 360                         | SF 360                         | QF 360                         | QF 360                         | Titul 250                      | SF 180                         | SF 180                         | QF 180                         | SF 90                          | SF 90                          | QF 90                          | QF 90                          | 16k 90                         | QF 45                          | QF 45                          | 16k 0                          | 64k 0                          | 3 280  | 20      |
| 7.   | Leander Paes Radek Štěpánek          | Titul 2000                     | SF 720                         | QF 180                         | QF 45                          | QF 45                          | 16k 0                          | 64k 0                          |                                |                                |                                |                                |                                |                                |                                |                                |                                |                                |                                | 2990   | 7       |
| 8.   | Mariusz Fyrstenberg Marcin Matkowski | F 600                          | Titul 500                      | SF 360                         | QF 360                         | QF 180                         | SF 180                         | SF 180                         | QF 90                          | QF 90                          | QF 90                          | 16k 90                         | 16k 90                         | 16k 90                         | QF 45                          | 64k 0                          | 64k 0                          | 32k 0                          | 32k 0                          | 2 955  | 22      |

| Legenda | Legenda                 | Legenda | Legenda             |
| ------- | ----------------------- | ------- | ------------------- |
| A       | neúčast páru na turnaji | 64k     | 64 párů v kole      |
| QF      | prohra ve čtvrtfinále   | 32k     | 32 párů v kole      |
| SF      | prohra v semifinále     | 16k     | 16 párů v kole      |
| F       | prohra ve finále        | Titul   | vítězství v turnaji |

## Průběh turnaje

### 1. den: 4. listopadu 2013
| Zápasy hrané v O2 Arena                                                                        | Zápasy hrané v O2 Arena                      | Zápasy hrané v O2 Arena                | Zápasy hrané v O2 Arena |          |
| Skupina                                                                                        | vítězové                                     | poražení                               | výsledek                | čas      |
| ---------------------------------------------------------------------------------------------- | -------------------------------------------- | -------------------------------------- | ----------------------- | -------- |
| Čtyřhra – A                                                                                    | Mariusz Fyrstenberg [8] Marcin Matkowski [8] | Ajsám Kúreší [5] Jean-Julien Rojer [5] | 6–3, 7–6(10–8)          | 1:31 hod |
| Dvouhra – A                                                                                    | Stanislas Wawrinka [7]                       | Tomáš Berdych [5]                      | 6–3, 6–7(0–7), 6–3      | 2:25 hod |
| Čtyřhra – B                                                                                    | David Marrero [6] Fernando Verdasco [6]      | Marcel Granollers [4] Marc López [4]   | 6–1, 6–4                | 1:00 hod |
| Dvouhra – B                                                                                    | Juan Martín del Potro [4]                    | Richard Gasquet [8]                    | 6–7(4–7), 6–3, 7–5      | 2:23 hod |
| 1. zápas začal ve 12:00 hod (UTC), 2. ne před 14:00 hod, 3. v 18:00 hod a 4. ne před 20:00 hod |                                              |                                        |                         |          |

### 2. den: 5. listopadu 2013
| Zápasy hrané v O2 Arena                                                                        | Zápasy hrané v O2 Arena         | Zápasy hrané v O2 Arena         | Zápasy hrané v O2 Arena |          |
| Skupina                                                                                        | vítězové                        | poražení                        | výsledek                | čas      |
| ---------------------------------------------------------------------------------------------- | ------------------------------- | ------------------------------- | ----------------------- | -------- |
| Čtyřhra – B                                                                                    | Leander Paes Radek Štěpánek [7] | Alexander Peya Bruno Soares [2] | 6–3, 5–7, [10–8]        | 1:42 hod |
| Dvouhra – A                                                                                    | Rafael Nadal [1]                | David Ferrer [3]                | 6–3, 6–2                | 1:14 hod |
| Čtyřhra – A                                                                                    | Ivan Dodig Marcelo Melo [3]     | Bob Bryan Mike Bryan [1]        | 6–3, 3–6, [10–8]        | 1:12 hod |
| Dvouhra – B                                                                                    | Novak Djoković [2]              | Roger Federer [6]               | 6–4, 6–7(2–7), 6–2      | 2:22 hod |
| 1. zápas začal ve 12:00 hod (UTC), 2. ne před 14:00 hod, 3. v 18:00 hod a 4. ne před 20:00 hod |                                 |                                 |                         |          |

### 3. den: 6. listopadu 2013
| Zápasy hrané v O2 Arena                                                                        | Zápasy hrané v O2 Arena             | Zápasy hrané v O2 Arena          | Zápasy hrané v O2 Arena |          |
| Skupina                                                                                        | vítězové                            | poražení                         | výsledek                | čas      |
| ---------------------------------------------------------------------------------------------- | ----------------------------------- | -------------------------------- | ----------------------- | -------- |
| Čtyřhra – B                                                                                    | David Marrero Fernando Verdasco [6] | Leander Paes Radek Štěpánek [7]  | 6–4, 7–6(7–5)           | 1:29 hod |
| Dvouhra – A                                                                                    | Rafael Nadal [1]                    | Stanislas Wawrinka [7]           | 7–6(7–5), 7–6(8–6)      | 2:13 hod |
| Čtyřhra – B                                                                                    | Alexander Peya Bruno Soares [2]     | Marcel Granollers Marc López [4] | 3–6, 6–4, [10–5]        | 1:28 hod |
| Dvouhra – A                                                                                    | Tomáš Berdych [5]                   | David Ferrer [3]                 | 6–4, 6–4                | 1:24 hod |
| 1. zápas začal ve 12:00 hod (UTC), 2. ne před 14:00 hod, 3. v 18:00 hod a 4. ne před 20:00 hod |                                     |                                  |                         |          |

### 4. den: 7. listopadu 2013
| Zápasy hrané v O2 Arena                                                                        | Zápasy hrané v O2 Arena     | Zápasy hrané v O2 Arena                  | Zápasy hrané v O2 Arena |          |
| Skupina                                                                                        | vítězové                    | poražení                                 | výsledek                | čas      |
| ---------------------------------------------------------------------------------------------- | --------------------------- | ---------------------------------------- | ----------------------- | -------- |
| Čtyřhra – A                                                                                    | Ivan Dodig Marcelo Melo [3] | Mariusz Fyrstenberg Marcin Matkowski [8] | 6–3, 3–6, [10–2]        | 1:09 hod |
| Dvouhra – B                                                                                    | Roger Federer [6]           | Richard Gasquet [8]                      | 6–4, 6–3                | 1:21 hod |
| Čtyřhra – A                                                                                    | Bob Bryan Mike Bryan [1]    | Ajsám Kúreší Jean-Julien Rojer [5]       | 7–6(7–5), 1–6, [14–12]  | 1:39 hod |
| Dvouhra – B                                                                                    | Novak Djoković [2]          | Juan Martín del Potro [4]                | 6–3, 3–6, 6–3           | 1:54 hod |
| 1. zápas začal ve 12:00 hod (UTC), 2. ne před 14:00 hod, 3. v 18:00 hod a 4. ne před 20:00 hod |                             |                                          |                         |          |

### 5. den: 8. listopadu 2013
| Zápasy hrané v O2 Arena                                                                        | Zápasy hrané v O2 Arena          | Zápasy hrané v O2 Arena             | Zápasy hrané v O2 Arena |          |
| Skupina                                                                                        | vítězové                         | poražení                            | výsledek                | čas      |
| ---------------------------------------------------------------------------------------------- | -------------------------------- | ----------------------------------- | ----------------------- | -------- |
| Čtyřhra – B                                                                                    | Marcel Granollers Marc López [4] | Leander Paes Radek Štěpánek [7]     | 4–6, 7–6(7–5), [10–8]   | 1:49 hod |
| Dvouhra – A                                                                                    | Stanislas Wawrinka [7]           | David Ferrer [3]                    | 6–7(3–7), 6–4, 6–1      | 2:19 hod |
| Čtyřhra – B                                                                                    | Alexander Peya Bruno Soares [2]  | David Marrero Fernando Verdasco [6] | 6–3, 7–5                | 1:08 hod |
| Dvouhra – A                                                                                    | Rafael Nadal [1]                 | Tomáš Berdych [5]                   | 6–4, 1–6, 6–3           | 1:53 hod |
| 1. zápas začal ve 12:00 hod (UTC), 2. ne před 14:00 hod, 3. v 18:00 hod a 4. ne před 20:00 hod |                                  |                                     |                         |          |

### 6. den: 9. listopadu 2013
| Zápasy hrané v O2 Arena                                                                        | Zápasy hrané v O2 Arena     | Zápasy hrané v O2 Arena                  | Zápasy hrané v O2 Arena |          |
| Skupina                                                                                        | vítězové                    | poražení                                 | výsledek                | čas      |
| ---------------------------------------------------------------------------------------------- | --------------------------- | ---------------------------------------- | ----------------------- | -------- |
| Čtyřhra – A                                                                                    | Ivan Dodig Marcelo Melo [3] | Ajsám Kúreší Jean-Julien Rojer           | 7–5, 3–6, [11–9]        | 1:24 hod |
| Dvouhra – B                                                                                    | Roger Federer [6]           | Juan Martín del Potro [4]                | 4–6, 7–6(7–2), 7–5      | 2:26 hod |
| Čtyřhra – A                                                                                    | Bob Bryan Mike Bryan [1]    | Mariusz Fyrstenberg Marcin Matkowski [8] | 4–6, 6–3, [10–5]        | 1:00 hod |
| Dvouhra – B                                                                                    | Novak Djoković [2]          | Richard Gasquet [8]                      | 7–6(7–5), 4–6, 6–3      | 2:09 hod |
| 1. zápas začal ve 12:00 hod (UTC), 2. ne před 14:00 hod, 3. v 18:00 hod a 4. ne před 20:00 hod |                             |                                          |                         |          |

### 7. den: 10. listopadu 2013
| Zápasy hrané v O2 Arena                                                                        | Zápasy hrané v O2 Arena             | Zápasy hrané v O2 Arena         | Zápasy hrané v O2 Arena |          |
| Semifinále                                                                                     | vítězové                            | poražení                        | výsledek                | čas      |
| ---------------------------------------------------------------------------------------------- | ----------------------------------- | ------------------------------- | ----------------------- | -------- |
| Čtyřhra                                                                                        | David Marrero Fernando Verdasco [6] | Ivan Dodig Marcelo Melo [3]     | 7–6(12–10), 7–5         | 1:33 hod |
| Dvouhra                                                                                        | Rafael Nadal [1]                    | Roger Federer [6]               | 7–5, 6–3                | 1:20 hod |
| Čtyřhra                                                                                        | Bob Bryan Mike Bryan [1]            | Alexander Peya Bruno Soares [2] | 4–6, 6–4, [10–8]        | 1:24 hod |
| Dvouhra                                                                                        | Novak Djoković [2]                  | Stanislas Wawrinka [7]          | 6–3, 6–3                | 1:25 hod |
| 1. zápas začal ve 12:00 hod (UTC), 2. ne před 14:00 hod, 3. v 18:00 hod a 4. ne před 20:00 hod |                                     |                                 |                         |          |

### 8. den: 11. listopadu 2013
| Zápasy hrané v O2 Arena                                              | Zápasy hrané v O2 Arena             | Zápasy hrané v O2 Arena  | Zápasy hrané v O2 Arena |          |
| Finále                                                               | vítězové                            | poražení                 | výsledek                | čas      |
| -------------------------------------------------------------------- | ----------------------------------- | ------------------------ | ----------------------- | -------- |
| Čtyřhra                                                              | David Marrero Fernando Verdasco [6] | Bob Bryan Mike Bryan [1] | 7–5, 6–7(3–7), [10–7]   | 1:44 hod |
| Dvouhra                                                              | Novak Djoković [2]                  | Rafael Nadal [1]         | 6–3, 6–4                | 1:36 hod |
| Finále čtyřhry začalo v 18:00 hod (UTC), finále dvouhry ve 20:00 hod |                                     |                          |                         |          |